# Fleroya
Fleroya es un género con tres especies perteneciente a la familia de las rubiáceas. 
Es nativo del África tropical, donde estos árboles reciben la denominación comercial de abura.

## Especies
Contiene las siguientes especies:
- Fleroya ledermannii (K.Krause) Y.F.Deng (= Hallea ledermannii (K.Krause) Verdc. = Hallea ciliata Leroy = Mitragyna ciliata Aubr. et Pellerg. = Mitragyna ledermannii (K.Krause) Ridsdale);[5]
- Fleroya stipulosa (DC.) Y.F.Deng (= H. stipulosa O. Kuntze = M. stipulosa Leroy);
- Fleroya rubrostipulata (K.Schum.) Y.F.Deng (= H. rubrostipulata Leroy = M. rubrostipulata Harv.).[1]

## Nombres aborígenes
Mboi (Sierra Leona), Bahía (Costa de Marfil), Subaha (Ghana), Abura (Nigeria), Elolom (Camerún), Elelon y Elelon nzam (Gabón), Vuku (Rep.Congo), Mivuko (Angola), Nzingu (Zambia) y Mvuku (Zaire).

## Hábitat
La madera de F.stipulosa procede de las galerías forestales de la zona guineana y de los bosques inundados de Gambia hasta Angola y Tanzania. F lermannii (H.ciliata) es una especie específica del bosque denso cerrado de selva húmeda. F.rubrostipulata crece en las regiones montañosas del África oriental.

## Madera
La madera de Abura posee una albura y duramen muy homogéneo. Posee un color beige rosado, a veces pardo rosado. La fibra es recta y el grano fino. Su peso específico normal es 0,565.
Se sierra sin grandes dificultades y afecta poco el afilado. Se seca rápidamente y sin apenas riegos de alabeos ni fendas. Se mecaniza sin problemas y sólo raramente requiere utillaje especial. Responde bien a la cola blanca y al clavado. Permite acabados finos.
Se usa en carpintería de interior, molduras, ebanistería, escultura y elementos de mobiliario general. Su rendimiento es interesante en el desenrollo. La durabilidad es su punto flaco, no es muy duradera y es fácilmente atacada por los coleópteros del género Lyctus. Su porosidad y respuesta a la impregnación es media.